# Бечеяц, Радослав
Радослав Бечеяц (сербохорв. Radoslav Bečejac; род. 21 декабря 1941, Житиште) — югославский футболист, полузащитник.

## Карьера

### Клубная карьера
Во взрослом футболе дебютировал в 1956 году в составе клуба «Пролетер», за который играл на протяжении семи сезонов.
В 1964 году стал игроком клуба «Партизан», вместе с которым дошёл до финала Кубка Европейских чемпионов 1966 года в Брюсселе против мадридского «Реала».
В 1967 году перешёл в клуб «Олимпия» из Любляны, за который играл на протяжении шести сезонов, приняв участие в 109 матчах.
Завершил карьеру футболиста в 1974 году в колумбийском клубе «Индепендьенте Санта-Фе».

### Карьера в сборной
В мае 1965 года дебютировал в официальных матчах в составе национальной сборной Югославии в товарищеском матче против Англии. Свой последний матч за сборной сыграл в апреле 1970 года против Австрии.
Всего с составе сборной принял участие в 12 матчах, не забив ни одного гола.